# Elizabeth Arnold Poe
Elizabeth Arnold Poe, conocida como Eliza, (Londres, 1787 – Richmond, Virginia, 8 de diciembre de 1811) fue una actriz anglo-estadounidense, hija de Henry y Elizabeth Arnold y madre de los escritores William Henry Leonard Poe, Edgar Allan Poe y de Rosalie Poe. Su muerte influyó enormemente en la literatura de sus dos hijos varones.

## Vida y carrera
Eliza Arnold nació en Londres, en la primavera de 1787, hija de Henry y Elizabeth Arnold. Su madre trabajó como actriz en dicha ciudad durante cuatro años, desde 1791 a 1795. Henry murió en 1787 y, en noviembre de 1795, madre e hija zarparon de Inglaterra destino a Estados Unidos, arribando a Boston, Massachusetts, el 3 de enero de 1796.
Eliza debutó en los escenarios de Boston a los nueve años, solo tres meses después de su llegada a Estados Unidos. Interpretó a un personaje llamado Biddy Blair en una farsa llamada Miss in Her Teens de David Garrick, y fue alabada por el Portland Herald: «Miss Arnold, en Miss Biddy, excede toda alabanza... A pesar de ser una señorita de solo nueve años, sus poderes como actriz darían crédito a cualquiera de su sexo de una edad más madura». Posteriormente ese año, su madre, Elizabeth, se casó con un músico llamado Charles Tubbs, un hombre que se había embarcado junto a las Arnold en Londres. La pequeña familia se unió a un mánager conocido como «Mr. Edgar» para formar una compañía teatral llamada los Charleston Comedians. Elizabeth murió en algún momento en que la compañía estaba viajando por Carolina del Norte. Poco se sabe sobre su muerte, pero desaparece de los registros teatrales en 1798 y se presume que murió poco después.
Tras la muerte de su madre, Eliza se quedó con la compañía y siguió la tradición de aquel tiempo en que los actores viajaban de ciudad en ciudad para actuar durante varios meses, antes de cambiar a otro lugar. Tanto los actores, como los teatros y audiencias se correspondían con los distintos niveles sociales. Una de las más impresionantes sedes en las que actuó Eliza fue el Chestnut Street Theater (Teatro de la calle Chestnut), cerca del Independence Hall en Filadelfia, Pensilvania, que alojaba a dos mil personas sentadas. En el transcurso de su carrera, Eliza interpretó alrededor de trescientos papeles, así como roles corales o de danza, entre los cuales se encuentran Julieta Capuleto y Ofelia, ambos de William Shakespeare
En el verano de 1802, a la edad de quince años, Eliza se casó con Charles Hopkins. Hopkins murió tres años más tarde en octubre de 1805, posiblemente de fiebre amarilla, dejando a Eliza viuda a los dieciocho. David Poe hijo, nacido en Baltimore, la vio actuar en Norfolk (Virginia) y decidió unirse a la compañía, abandonando los planes familiares de que estudiase leyes. Poe se casó con Eliza solo seis meses después de la muerte de Hopkins, en 1806.

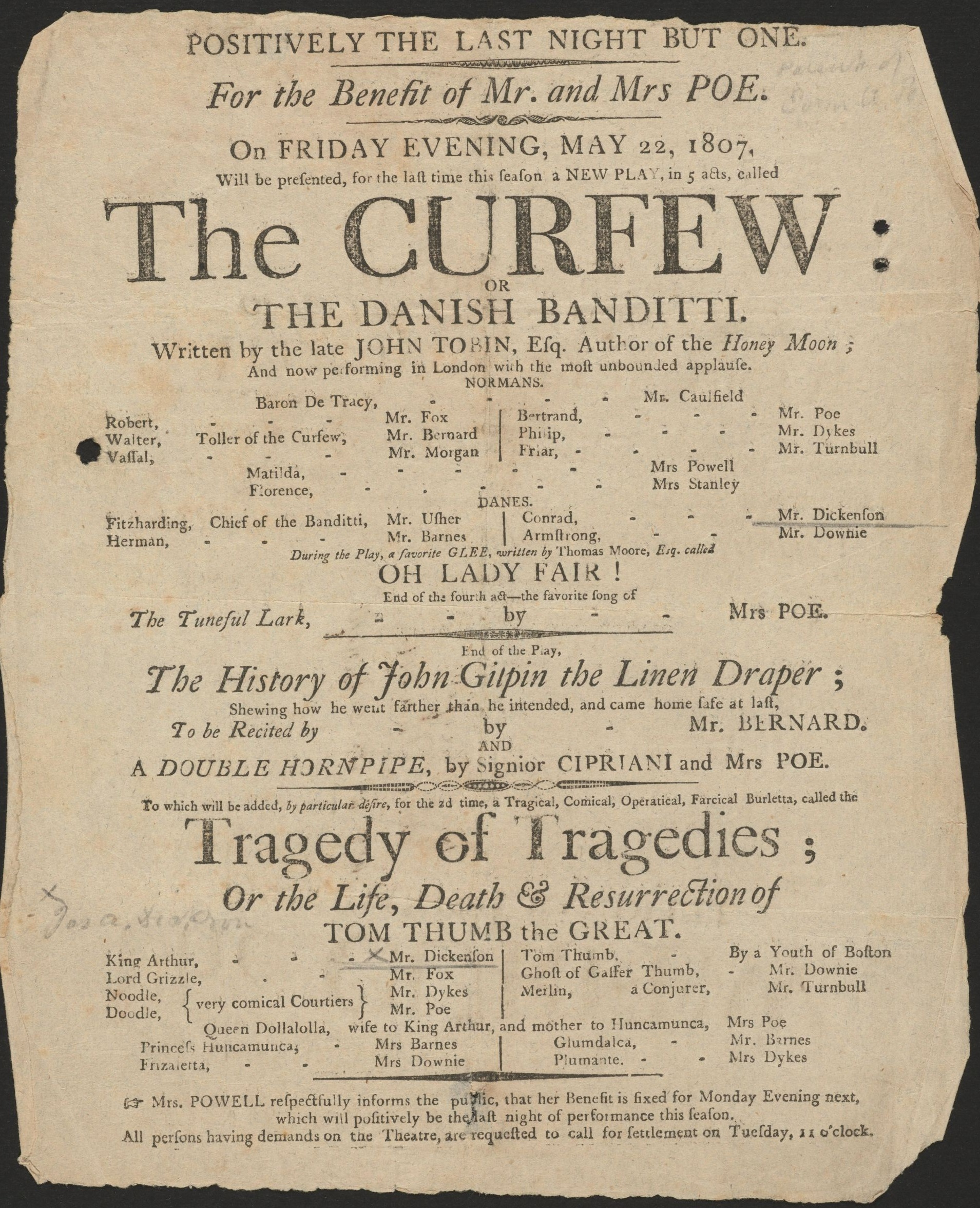
The Curfew, 22 de mayo de 1807, "For the Benefit of Mr. and Mrs. Poe"

La pareja viajó a través de Nueva Inglaterra y el resto de la costa noreste del país, actuando en varias ciudades, como Richmond, Filadelfia, y en un teatro abierto de verano en Nueva York, antes de asentarse finalmente en Boston. Permanecieron allí por tres temporadas consecutivas, de treinta semanas cada una, en un teatro que podía alojar a mil personas sentadas. Las reseñas de la época a menudo destacaban la «interesante figura» y «dulce y melodiosa voz» de Eliza. A pesar de lo dificultoso de los tiempos, la pareja tuvo dos hijos: William Henry Leonard en enero de 1807, nueve meses luego de su boda, Edgar el 19 de enero de 1809, en una pensión cercana al parque Boston Common, cercano a su vez al lugar donde actuaba la compañía. Eliza continuó actuando hasta diez días antes del nacimiento de Edgar, y podría haber llamado a su hijo así por el Mr. Edgar que dirigía a los Charleston Comedians.
La familia se mudó a Nueva York en el verano de 1809. Eliza era a menudo alabada por sus habilidades actorales, mientras que David era duramente criticado a diario, posiblemente por su miedo escénico. David, irascible y alcohólico, abandonó los escenarios y a su familia seis semanas después de haberse mudado. Si bien se desconoce su destino, hay evidencia que sugiere que murió en Norfolk el 11 de diciembre de 1811. En su ausencia, Eliza dio a luz a un tercer hijo, una hija llamada Rosalie, en diciembre de 1810. Rosalie fue posteriormente descrita como «retrasada», y podría, en efecto, haber sufrido algún retraso mental. Eliza continuó viajando y actuando para mantener a sus hijos.

## Muerte

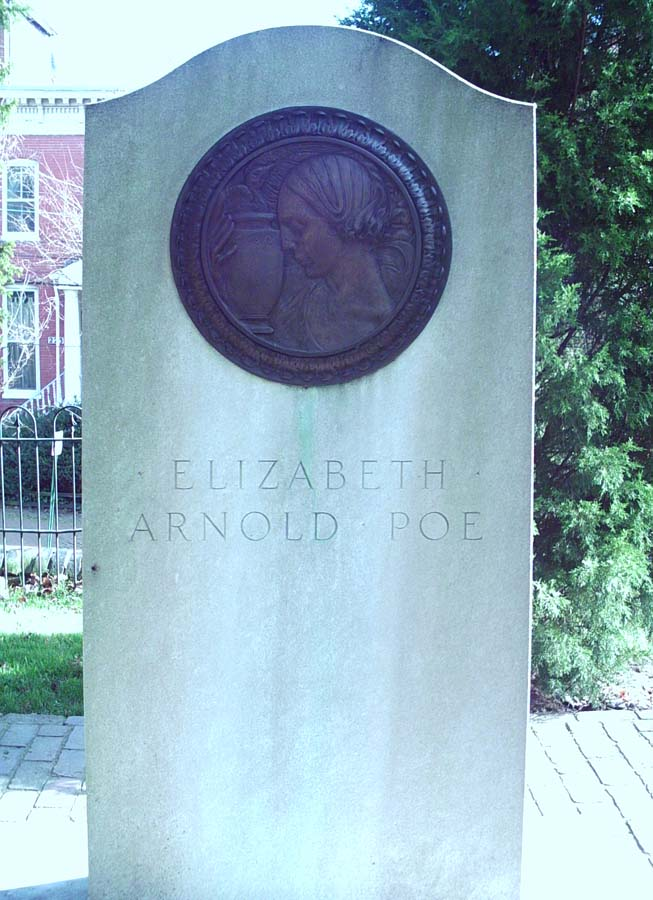
Monumento a Eliza Arnold Poe en Richmond, Virginia.

En 1811, mientras esperaba en la pensión de Richmond en que se alojaba para actuar en una función, Eliza comenzó a escupir sangre. A partir de ese momento, cada vez aparecía menos en los escenarios, hasta que, en octubre de 1811, dejó de hacerlo por completo. Su última función fue el 1 de octubre de 1811, interpretando a la Condesa Wintersen, en una obra llamada The Stranger.
Luke Usher y su esposa, amigos y compañeros de Eliza, cuyo nombre podría haber inspirado el cuento de Edgar La caída de la Casa Usher, cuidaron de los niños durante su enfermedad, y otras personas del área de Richmond se interesaron por su salud. El 29 de noviembre de ese año, el teatro de Richmond anunció una función de beneficencia por ella. Una publicación local, el Enquirer, reportó su necesidad de ayuda: «Esta noche, Mrs. Poe, yaciendo en el lecho de la enfermedad y rodeada por sus hijos, pide su asistencia y la pide quizás por última vez».
Eliza finalmente murió el domingo 8 de diciembre de 1811, por la mañana, a la edad de veinticuatro años, rodeada por sus hijos. Generalmente se asume que murió de tuberculosis. Está enterrada en la iglesia episcopal de San Juan, en Richmond. Si bien no se conoce el lugar exacto, un monumento marca el área general.
Tras su muerte, sus tres hijos fueron separados. William Henry Leonard se fue a vivir con sus abuelos paternos a Baltimore, Edgar fue aceptado por John y Frances Allan de Richmond, y Rosalie fue adoptada por William y Jane Scott Mackenzie, también de Richmond.

## Influencia
La muerte de su madre influenció gran parte de la literatura de sus dos hijos varones, los autores William Henry Leonard Poe y Edgar Allan Poe. Los poemas de Henry generalmente poseen una temática melancólica, desesperanzada, y presentan mujeres que mueren y abandonan a sus seres queridos, quienes sueñan con su reencuentro. En uno de sus poemas, describe el «largo... último adiós» que ella les dio, junto con un mechón de pelo para que la recordasen. Edgar, por su parte, dijo que uno de sus tópicos preferidos era la muerte de una hermosa mujer, al que llama «el tema más poético del mundo». Este tema puede verse en poemas como Annabel Lee, Ulalume y El cuervo, entre otros. Biógrafos y críticos han sugerido que el uso frecuente del tema de la «muerte de una hermosa mujer» deriva de la repetida pérdida de ellas a lo largo de su vida, entre las que se incluye su madre, Eliza.

### Lectura complementaria
- Smith, Geddeth. The Brief Career of Eliza Poe. Fairleigh Dickinson University Press: abril de 1988.